# 암살자들
암살자들(Assassins)은 미국에서 제작된 라이언 화이트 감독, 제작의 2020년 다큐멘터리 영화이다. 김정남 암살 사건과 2명의 암살자에 관해 이야기한다.
이 영화는 2020년 1월 26일 선댄스 영화제에서 전 세계 초연되었다. 2020년 12월 11일 그리니치 엔터테인먼트에 의해 개봉되었다.

## 출연
- 시티 아이샤
- 도안 티 흐엉
- 하디 아즈미
- 안나 파이필드

## 수상
- 2020년 제16회 취리히 영화제 후보 갈라 프리미어
- 2020년 제36회 바르샤바 국제영화제 후보 디스커버리즈
- 2020년 제31회 스톡홀름영화제 후보 다큐멘터리 경쟁
- 2020년 제21회 샌디에고 아시안 영화제 후보 아시아 팝
- 2020년 제40회 하와이국제영화제 후보 다큐멘터리 부문
- 2020년 제36회 선댄스영화제 후보 다큐멘터리 프리미어